# Mènil d'Alabanda
Mènil d'Alabanda (en llatí Menyllus, en grec antic Μένυλλος) fou un ambaixador cari al servei d'Egipte.
El 162 aC Ptolemeu VI Filomètor el va enviar a Roma per defensar la seva causa contra Ptolemeu VIII Evergetes II Fiscó, però el senat romà va donar la raó a aquest darrer. L'any 161 aC va ser enviat altre cop a Roma per demanar excuses al senat per no haver complert les seves ordes, però els senadors van refusar escoltar-lo i li van ordenar sortir de Roma en el termini de cinc dies, segons diu Polibi.
En la darrera estada a Roma, Mènil, junt amb l'historiador Polibi, va aconseguir la fugida de Demetri, que era ostatge a Roma i que després seria proclamat rei selèucida amb el nom de Demetri I Soter.